# Bogo Šramel
Bogo Šramel, slovenski smučarski skakalec, * 1908,  † 2001.
Šramel je bil med letoma 1929 in 1935 desetkrat postavil slovenski in jugoslovanski rekord v smučarskih skokih.